# Paolo de Gratiis
Paolo de Gratiis (falecido em 1652) foi um prelado católico romano que serviu como bispo de Ston (1635–1652).
No dia 9 de julho de 1635, Paolo de Gratiis foi nomeado pelo Papa Urbano VIII como Bispo de Ston. Serviu como Bispo de Ston até à sua morte em 1652.